# راؤول أرسينيو كاسادو
راؤول أرسينيو كاسادو (بالإسبانية: Raúl Arsenio Casado)‏ هو كاهن كاثوليكي أرجنتيني، ولد في 27 يوليو 1927 في سالتا في الأرجنتين، وتوفي بنفس المكان في 20 يوليو 2010.